# Rivière du Coucou
Pour les articles homonymes, voir Coucou (homonymie).
La rivière du Coucou est un tributaire de la rivière Gatineau laquelle se déverse dans la rivière des Outaouais. La rivière du coucou coule d'abord dans territoire non organisé du Lac-Moselle, puis dans le territoire non organisé du Dépôt-Échouani, dans la municipalité régionale de comté (MRC) de La Vallée-de-la-Gatineau, dans la région administrative des Outaouais, au Québec, au Canada.

## Géographie

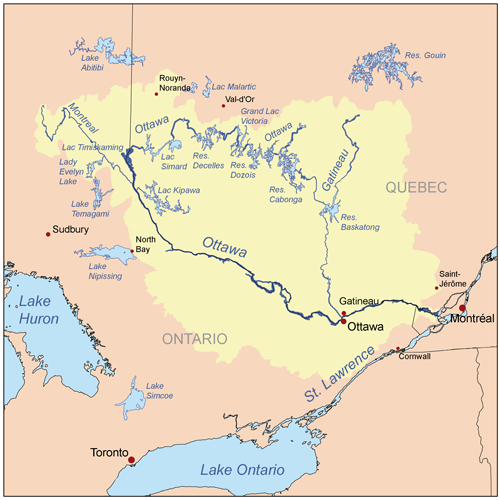
Bassin hydrographique de la rivière des Outaouais.

Les bassins versants voisins de la rivière du Coucou sont :
- côté nord : rivière Gatineau, rivière Misère ;
- côté est : rivière Gatineau ;
- côté sud : ruisseau Bier, lac Lecointre ;
- côté ouest : lac Cormon.

Le lac du Coucou (altitude : 390 m) constitue le lac de tête de la rivière du Coucou. Ce lac est situé au sud-est du lac des Outaouais, au nord du lac Moselle et au nord-ouest du lac Claxton. Le lac du Coucou reçoit par le nord les eaux du lac Caul et du lac Hogan ; et par le sud les eaux du lac Foss (altitude : 392 m).
La rivière du Coucou épouse la forme d'un grand U qui entoure notamment le lac Moselle, le lac Claxton et la rivière Misère laquelle coule en parallèle (du côté ouest) de la partie inférieure de la rivière du Coucou.
Cours supérieur de la rivière
À partir du lac Coucou, la rivière du Coucou coule sur un km vers le sud-est jusqu'à la décharge (venant du nord) du lac Vera (altitude : 392 m). La rivière continue sur 3,2 km vers le sud-est jusqu'au ruisseau du Rapide (venant de l'est) drainant dans sa branche sud-est le lac Claxton (altitude : 390 m) et le lac Jalbert (altitude : 407 m) ; et dans sa branche nord les lacs : Tried (altitude : 408 m), du Rapide (altitude : 406 m), Page (altitude : 416 m) et Bellefleur (altitude : 420 m).
À partir du ruisseau du rapide, la rivière du coucou coule sur 4,0 km vers le sud-ouest en serpentinant jusqu'à la décharge (venant du nord) du lac Cordner (altitude : 391 m) et du lac Putty (altitude : 387 m). Puis la rivière coule sur 2,8 km vers le sud-ouest en serpentinant jusqu'au ruisseau Elbow (venant du nord) lequel draine les eaux de la décharge des lacs Couchiching (altitude : 403 m) et Allan (altitude : 404 m).
Cours de la rivière en aval du ruisseau Elbow
À partir du ruisseau Elbow, la rivière du Coucou coule sur 1,8 km vers le sud-ouest jusqu'au ruisseau Milekin (venant du sud-ouest). Puis la rivière coule sur 2,5 km vers le sud-est jusqu'à la décharge (venant de l'est) d'un ensemble de lacs dont Moselle (altitude : 383 m), Longene, Peavy, du Totem (altitude : 384 m), Abe (altitude : 389 m), Rex (altitude : 391 m) et Hanley.
À partir de cette dernière confluence, la rivière du Coucou coule sur 2,3 km vers le sud jusqu'à la décharge du lac Sash (altitude : 387 m). Puis, la rivière coule sur 5,7 km vers le sud-est jusqu'à la décharge (venant du sud-ouest) du lac Cormon (altitude : 375 m), lequel constitue le plus important plan d'eau du bassin versant de la rivière du Coucou.
Cours inférieur de la rivière
À partir de la décharge du lac Cormon, le cours de la rivière se poursuit sur 1,5 km vers l'est jusqu'à la décharge (venant du sud-est) du lac Jay (altitude : 378 m). Puis la rivière s'oriente vers le nord-est en formant de nombreux serpentins sur 8,3 km (5,0 km en ligne directe). Son cours se poursuit sur 8,6 km vers le nord-est jusqu'à la décharge du quatre lacs. Finalement, la rivière parcourt 6,7 km vers le nord jusqu'à son embouchure.
La rivière du Coucou se déverse sur la rive sud dans un coude de la rivière Gatineau, à 2,0 km en aval de l'embouchure de la rivière Misère.

## Toponymie
Le terme Coucou est associé à un ensemble d'espèces d'oiseaux de la famille des cuculidés. C'est une onomatopée dérivée du chant du coucou gris. Ce nom commun peut emprunter différentes significations souvent associés au chant distinct de cet oiseau. Selon la Commission de toponymie du Québec, ce terme a été utilisé dans 26 toponymes québécois.
Le toponyme rivière du Coucou a été officialisé le 5 décembre 1968 à la Commission de toponymie du Québec.